# 熊日学童オリンピック大会
熊日学童オリンピック大会は、熊本日日新聞社が主催しているスポーツ大会である。熊本県内の小学生のみ参加できる大会である。競技によっては全国大会への予選大会も兼ねている競技もある。熊日学童五輪大会とも呼ばれている。
競技はゴルフ、体操（体操競技、新体操）、ミニバスケットボール、バレーボール、卓球、相撲、ソフトテニス、水泳、バドミントン（個人戦）、サッカー、陸上競技、バドミントン（団体戦）、空手道、ハンドボールが行われる。

## 使用会場
- 熊本県民総合運動公園（パークドーム熊本・アクアドームくまもと、KKWING）
- 熊本県立総合体育館、熊本市総合体育館・青年会館、熊本市水前寺競技場
- 玉名市総合体育館
- 和水町立菊水体育館
- 八代市総合体育館